# Immunità diplomatica (romanzo)
Immunità diplomatica (Diplomatic Immunity) è un romanzo di fantascienza del 2002 della scrittrice americana Lois McMaster Bujold, parte del Ciclo dei Vor. È stato finalista al Premio Nebula per il miglior romanzo nel 2004.
La traduzione in italiano di Anna Feruglio Dal Dan è stata pubblicata nel 2004 dalla Editrice Nord nel n. 336 della collana Cosmo.

## Trama
Miles Vorkosigan e sua moglie Ekaterin si stanno godendo una luna di miele posticipata viaggiando nello spazio mentre i loro primi due figli si stanno avvicinando alla nascita nei loro replicatori uterini su Barrayar.
Sulla strada di casa un messaggio dell'imperatore Gregor Vorbarra li intercetta: un convoglio commerciale komarrano e la sua scorta militare barrayarana sono stati fermati alla Stazione Graf, nello Spazio Quad.
Apparentemente, un banale incidente si è trasformato in una crisi diplomatica e l'Imperatore vorrebbe evitare una guerra, quindi manda Miles, che è l'Ispettore Imperiale più vicino, a risolvere il problema.
Alla Stazione Graf Miles ritrova inaspettatamente un fidato buon amico, l'ermafrodita betano Bel Thorne, suo ex subordinato nei mercenari Dendarii.
I Quad sono il risultato di una manipolazione genetica di secoli prima, (come narrato nel romanzo di Bujold Gravità zero) hanno braccia extra al posto delle gambe.
Destinati ad essere utilizzati per lavorare in assenza di peso, l'invenzione della gravità artificiale li ha resi inutili per i loro creatori.
Per evitare di essere liquidati rubarono un'astronave e colonizzarono un remoto sistema stellare. 
I Quad tendono a essere sospettosi nei confronti degli altri umani a causa della loro storia di insensibile sfruttamento.
Alla Stazione Graf, i Quad occupano una sezione priva di gravità, mentre i visitatori utilizzano una sezione con gravità artificiale. 
Le autorità Quad hanno impedito ad un convoglio di navi mercantili komarrane di lasciare la Stazione a seguito dei disordini causati dal personale barrayarano della loro scorta militare. 
Inoltre, un agente della sicurezza barrayarano risulta scomparso, forse assassinato o disertore.
Durante le indagini, Miles scopre la trama di un cetagandano traditore, asessuato e di alto rango, che ha rubato un carico di estrema importanza per i cetagandani facendo ricadere la colpa su Barrayar per nascondere le sue tracce.
Quando Miles capisce cosa sta succedendo, lui e Bel sono stati già infettati da un agente biologico altamente letale.
Miles rischia di morire e riesce a malapena a evitare una guerra interstellare tra Cetaganda e Barrayar.

## Critica
Jeff Zaleski, nella sua recensione su Publishers Weekly, ha elogiato il worldbuilding della Bujold e la "trama spiritosa e incentrata sui personaggi".
Nella recensione su Booklist si afferma che: "sebbene Miles rimanga sempre intelligente e disinvolto, troppi riferimenti agli inizi della serie offuscano inutilmente un giallo vivace, convenzionale sebbene ambientato nello spazio profondo.".
Paul Brink, nella sua recensione per School Library Journal l'ha definita una "lettura veloce (con) abbondanza di colpi di scena", sottolineando che Bujold "coglie correttamente i dettagli tecnici ma mantiene le spiegazioni al minimo".